# Convento das Mónicas

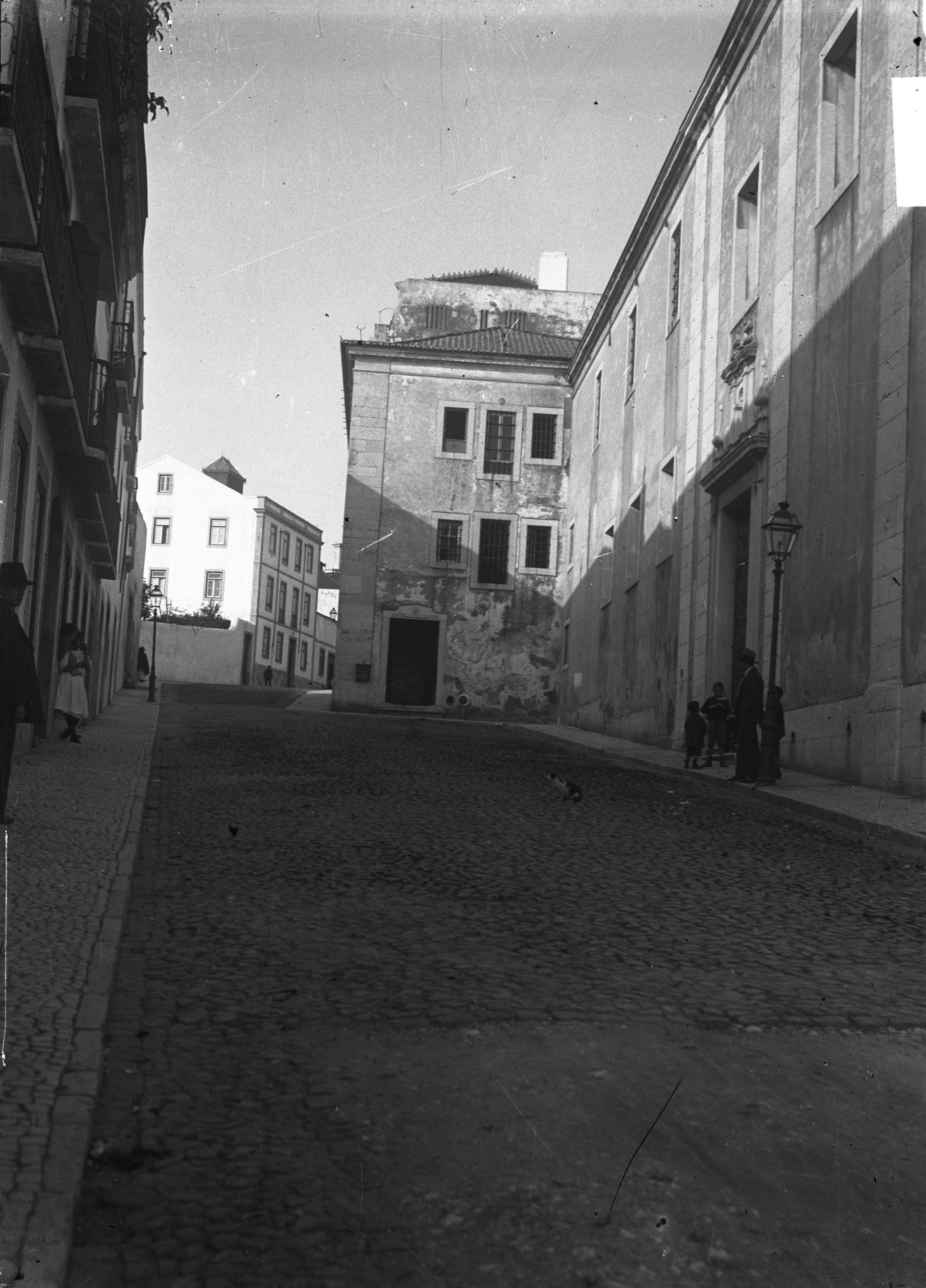
Convento das Mónicas - estabelecimento prisional das Mónicas, cerca de 1900

O Convento das Mónicas, situa-se Travessa das Mónicas, 2-4, na freguesia de São Vicente, anteriormente na freguesia da Graça, em Lisboa. Foi habitado desde 1586 até ao terramoto de 1755, pelas religiosas de Santo Agostinho.
Com a extinção das ordens religiosas, o convento passou a albergar em 1871 uma casa de correcção para rapazes. Mais tarde passou a servir de casa de correcção para mulheres e posteriormente, em 1917, passou a ser uma cadeia civil.  Este foi o primeiro estabelecimento em Portugal destinado à delinquência infantil.
Actualmente o edifício é utilizado para fins culturais.